# Бад Шьонборн
Бад Шьонборн (на немски: Bad Schönborn) е община в район Карлсруе в Баден-Вюртемберг (Германия) с 12 461 жители (към 31 декември 2012).
Бад Шьонборн се създава на 1 януари 1971 г. при сливането на общините Бад Лангенбрюкен (Bad Langenbrücken) и Бад Минголсхайм (Bad Mingolsheim). Новата община се казва в началото Бад Минголсхайм-Лангенбрюкен и се преименува на 7 август 1972 г. на Бад Шьонборн. Името му идва от Дамиан Хуго фон Шьонборн, княз-епископ на Шпайер (1719 – 1743), който подновил дворец Кислау в Бад Минголсхайм.
Древният Минголсхайм е споменат за пръв път през 773 г. в Кодекса на Лорш (Codex Laureshamensis, Lorscher Codex). В Минголсхайм се открива през 1825 г. сярен извор и между 1835 и 1846 г. става курорт.
Лангенбрюкен е споменат за пръв път през 1269 г., когато епископът на Шпайер (Хайнрих II, граф фон Лайнинген) става там владетел. Княз-епископът на Шпайер Франц Христоф фон Хутен основава там сярна баня през 1766 г.